# Carl-Gustaf Linnell
Carl-Gustaf Henrik Gideon Linnell, född den 18 december 1908 i Jönköping, död den 30 oktober 1980 i Karlstad, var en svensk militär.
Linnell avlade officersexamen 1931. Han blev löjtnant vid Kronobergs regemente 1935 och kapten där 1941. Efter att ha genomgått Krigshögskolan 1941–1942 befordrades Linnell till major i generalstabskåren 1949 och till överstelöjtnant 1954. Han var överste och befälhavare i Bodens försvarsområde 1958–1963 samt samtidigt befälhavare i Jokkmokks försvarsområde 1961–1963. Linnell var chef för Värmlands regemente 1965–1969 (tillförordnad från 1961). Han invaldes som ledamot av Krigsvetenskapsakademien 1952. Linnell blev riddare av Svärdsorden 1950, kommendör av samma orden 1962 och kommendör av första klassen 1966.